# فیچبرگ (ماساچوست)
فیچبرگ، ماساچوست
فیچبرگ(به انگلیسی: Fitchburg) شهری در شهرستان ورچستر ایالت ماساچوست می‌باشد که در سال ۱۷۶۴ بنیان‌گذاری شده‌است. این شهر در سرشماری سال ۲۰۱۰ میلادی، ۴۰٬۳۱۸ نفر جمعیت داشته‌است.